# Amerioppia rudentigera
Amerioppia rudentigera är en kvalsterart som beskrevs av Hammer 1961. Amerioppia rudentigera ingår i släktet Amerioppia och familjen Oppiidae. Inga underarter finns listade i Catalogue of Life.